# SOCOM: U.S. Navy SEALs Portable
SOCOM: U.S. NAVY SEALs Portable（ソーコム ユーエス ネイビーシールズ・ポータブル）は、SCEから発売されたSOCOMシリーズのPSP版である。だが、海外ではSOCOM: U.S. Navy SEALs Fireteam Bravo 3として発売されており、名こそ違えどSOCOM: U.S. Navy SEALs Fireteam Bravoシリーズの最新作にあたる。
当初日本では2009年11月26日に発売される予定だったが、2010年2月11日に変更された。

## あらすじ
SEALsに所属しているレイスに国防総省から直々に召集の連絡が入る。内容は
『ヨーロッパ諸国にあるバルト地方西部に位置するコラトビアへ大量破壊兵器の関わりが浮上している。可能であれば、阻止してもらいたい』とのこと。
レイス，サンドマン，レイブン，トロの4名でチームを組む。

## ゲームシステム

### 武器カスタマイズ
本作では、リアルな武器が数多く登場する。
武器によっては、アッパー・バレル・マズル・アンダーバレルの各部位に取り付けるパーツが存在し、
作戦内容と自分の戦術に合わせたカスタマイズが可能となっている。
パーツを付けることによって性能向上ができる。
アッパー
銃の上部の部分、スコープを取り付ける。M4、M16の場合はハンドルも取り付けが可能。
バレル
銃の右側面の部分、レーザーサイトを取り付けることが出来る。
マズル
銃の発射口、サプレッサーを取り付けることが出来る。
アンダーバレル
バレルの下部、武器によって取り付けられるものが変わり、主にタクティカルグリップや小型グレネードランチャー、銃身装着型のショットガンなどを装着できる。

## 登場人物

### エイブルチーム
レイス
声：四宮豪
エイブルチーム及びファイアチームの隊長。サンドマンとは以前から面識がある。
トロ
声：岡林史泰
SOCOM訓練学校を首席で卒業した新人。今回がSEALsとして初めてのミッションとなる。
武器、兵器に詳しく、今回のミッションで武器を一目見て性能を語っている他、大量破壊兵器の正体を見抜いている。

### ブラボーチーム
サンドマン
声：最上嗣生
ブラボーチームを率いる優秀なスナイパー。レイスとは以前から面識がある為、レイスは彼を信用している。
ローンスターと過去に何かあったため、ライバル関係になっている。
レイブン
声：吉開清人
今回チームに召集された電子系のスペシャリスト。以前サンドマンと組んでいたことがある。
サポートだけではなく、戦闘もそつなくこなすエリート隊員。

### その他
ローンスター
本名：テイト・ローリンズ。元SEALsの隊員にして、民間軍事企業（PMC）のタロン・インターナショナルの現在のリーダー。KRAと協力関係を持っていたが、彼の判断で契約を破棄した。
コラトビア大統領
コラトビア独立記念館へ調印式に向かった際、KRAに襲撃、拘束される。
その後、レイスらによって救出される。
デュ・ブライン
ローンスターが契約を破棄したため、KRAの人質にされたタロン・インターナショナルの隊員。
レイス達に救出された後KRAの作戦基地の場所を彼らに教えたり、あらかじめ武器を用意しておいたりと裏で活躍する。

## 登場武器
（）内はモデルとなった銃。

### ピストル
MK.23 MOD 0（H&K MARK 23）
「SOCOM」としても知られる本銃は、政府が攻撃的な作戦のために採用したもので、命中率は非常に高い。サイズが大きいことが欠点。
DE .50（デザートイーグル）
有名なDE.50ピストルである。ガス圧作動式で、連射速度は低いが威力と重量はかなりのものである。
F57（FN Five-seveN）
F90サブマシンガンと同じ弾を使い、ボディアーマーを貫通する能力を持ち、命中精度も高い。連射速度は低いが、マガジンは大容量である。
PT945（PT745）
ブラジルで設計された、大型フレームのハンドガンである。頑丈で信頼性が高く、しかも撃ちやすい。民間用としても治安維持部隊用としても人気が高い。
PSS（PSS）
PSS消音ピストルはソ連で開発された最後の消音銃で、密封式の特殊な弾薬を使用する。
本銃は特殊部隊や秘密警察のために開発されたもので、ほぼ完全に無音であり、偵察や暗殺などの隠密作戦に最適である。
OTS-33（OTs-33）
OTS-33はロシア製の9mmマシンピストルである。本銃は近接戦闘を重視した設計で、APSピストルの性能を超えるために開発された。シンプルなデザインにより、APSより生産性が高くなっている。
90-TWO（ベレッタ90-Two）
90-TWOは、イタリアで製造されるセミオートマチックピストルのシリーズ派生型である。「人間工学」的なデザインが取り入れられているほか、交換可能な「テクノポリマー」製のグリップを採用しており、ユーザーの手の大きさに合わせてグリップの大きさを変えることができる。
226（SIG SAUER P226）
アメリカ海軍SEALsの正式サイドアームである。マガジン容量が大きく、連射速度と命中精度の高さが特徴である。
Y-PYA（MP-443）
Y-PYAはダブルアクション、ショートリコイルのセミオートマチックピストルで、ロシア版の9mm Luger Parabellum弾を使用する。すでに本銃はロシア政府に軍用および治安維持用に正式採用されており、ロシア陸軍の各部隊にも支給されている。ロシア国内ではマカロフなどと同じく、設計者の名をとって「ヤリギン拳銃」と呼ばれている。
MODEL18（グロック18）
プラスチックを多様したフルオート射撃も可能なマシンピストル。MODEL18は狭い場所でも使いやすい。

### サブマシンガン
MK5（H&K MP5）
西ドイツで開発されたサブマシンガン、クローズドボルトであるため初弾から高い命中率を発揮する。ドイツのGSG-9やイギリスのSASでも使用されており、アメリカの部隊では陸軍の特殊部隊群やデルタフォース、海軍のSEALsなどの特殊部隊で使用されている。
MK5SD（H&K MP5SD）
MK5SDはMK5の消音タイプで、一体型のアルミ製サプレッサーと軽量なボルトが特徴である。
9MM SUB（ミニ UZI）
実践で評価された、優秀な9mmサブマシンガン。小型にして軽量で、信頼性も高い。反動はほとんどないが、恐るべき発射速度を誇る。
GMP（H&K UMP）
射撃モードの切り替えが可能な、ドイツ製のブローバック式サブマシンガンである。重量は非常に軽い。9x19mmパラベラム弾より強力な.45ACP弾を使用する為、威力も高い。
PP-2K（PP-2000）
ロシアの特殊警察が使用する個人防御火器（PDW）で、徹甲弾を発射できるよう設計されている。
MK7（H&K MP7）
軽量でコンパクトなサブマシンガンだが、専用弾を使用する為、威力もある。命中率と反動の小ささは秀逸である。
F90（FN P90）
射撃モードが選択可能なブローバック式のフルオート火器で、特にマガジン容量が突出している。正確なバースト射撃に加えて反動が小さいため、近接戦闘に向いている。
MK9（MP9）
MK9は、射撃モードの切り替えができるスイス製のマシンピストルである。軽量で小型、折りたたみ式のストックと角に丸みを帯びせたデザインにより、警察だけでなく、VIP警護にも最適である。
BIZON（PP-19 Bizon）
BizonはATS-86Gを基に開発されたロシア製9mmサブマシンガンで、部品の60%がアサルトライフルと共用である。通常はロシア規格の9x18mmマカロフ弾を使用するが、本銃は新型に高衝撃徹甲弾も発射できる。

### アサルトライフル
AG-94（AN-94）
ロシア製の火器でエリート部隊用に開発された。2発ずつのバースト射撃を1,800RPMの速さで発射することができ、ボディーアーマーに対しても非常に有効であり、対テロ対策に適している。
A-91（KBP A-91）
A-91はブルパップ式アサルトライフルで、バレルの下に一体型の40mmグレネードランチャーを備える。設計はRA-14アサルトライフルと似ており、またF-2Kのような前方排きょうシステムを持っている。
MK36（H&K G36）
直感的なデザインで知られる小口径ライフル。弾丸重量が軽いため反動はほとんどなく、弾道もフラットである。
M4A1（M4A1）
M16A2のショートタイプで、80%の部品が共用である。対テロ作戦や近接戦闘において高く評価されている。
M16A4（M16A4）
M16の次世代型である、改良型アサルトライフル。一体型だったハンドルは、モジュラーレールに交換されている。
416（H&K HK416）
416は、M4カービンを大幅改良したもので、最大の相違点はMK36から流用したガスシステムである。本銃は現在、Navy SEALsや統合特殊作戦コマンドの直接行動部隊デルタフォースをはじめ、各SOCOM隷下の部隊でも使用されている。
417（H&K HK417）
417はドイツで設計製造を行った戦闘ライフルで、416と兄弟銃である。本銃はガス圧作動、ショートストロークのピストンを備え、その命中精度と信頼性からNavy SEALsのようなアメリカの特殊部隊でも使用されている。
MK.18 MOD 0（Mk.18 Mod 0 CQB-R）
M4A1をベースにVIP警護のために設計された近接戦闘用アサルトライフルで、市街戦にも適している。
TAR-21（IMI タボールAR21）
TAR-21は、ポリマー製フレームにブルパップ方式という現代型アサルトライフルの主流をゆくものである。使用する弾薬は5.56x45mm NATO弾で、射撃モードの切り替えが可能。現在はイスラエル国防軍をはじめ、世界中で使用されている。
STG 77A（ステアーAUG）
オーストリア軍の正式採用ライフルで、多くのアサルトライフルよりも軽量である。人間工学を生かしたブルパップ式で、利き手を選ばないデザインになっている。
AEK-971（AEK-971）
ロシアで試作された改良型アサルトライフルで、バランスの良いリコイル機構が特徴である。
VAL（AS Val）
ロシアで設計されたアサルトライフルで、内蔵式のサプレッサー（消音器）を持っているのが特徴である。開発は80年代後半で、特殊部隊スペツナズでの使用を想定し、VSV-39スナイパーライフルと同じ高性能徹甲弾を使用する。
AK-47M（AK-47/AKM）
20世紀で最も多く生産されたアサルトライフルで、過酷な条件下での信頼性で知られている。1951年より使用され、現在も100万丁以上が流通している。
ゲームグラフィックでは銃口が竹槍状になっていてAKMの特徴が出ているが、レシーバーの形状や傾斜したストックはAKMではなくAK-47の特徴である。このことから不法コピーしたものの可能性が高い。
AK-74M（AK-74M）
AK-47Mを小口径弾に対応する為、改良したAK-74の改装型である1991年よりロシア軍が導入している。フレームは黒いプラスチック製で、フェノール樹脂製のマガジンも黒い。ブルガリアでは、ライセンス品のほか、当地で設計されたバリエーションも生産されている。
ATS-86G（AKS-74U）
AK-74アサルトライフルのショートタイプで、近接戦闘用として、1970年に開発された。サブマシンガンに近いサイズながら、AK-74のパワーを併せ持っている。
AK-103（AK-103）
AK-47Mの使用弾に対応したAK-74Mと同一設計のアサルトライフル、ロシア成立後に製造が開始されたが、AK-74Mと異なり主な販売先は海外である。
RA-14（OTs-14）
スペツナズ部隊用に開発された火器である。
グレネードランチャーなどの装着を現場で行うことができ、またAK-47と弾薬を共有できる唯一のライフルでもある。
SFCR-LW（FN SCAR-L）
SFCRとは、"Special Forces Combat Assault Rifle"で、すなわち特殊部隊用アサルトライフルである。モジュラー式ライフルの軽量型で次世代の市街戦および対テロ戦闘用に設計された。
SFCR-HW（FN SCAR-H）
SFCR-LWの大口径型で、90%のパーツが共用である。
F-2K（FN F2000）
F-2Kは現在のアサルトライフルの中で最もユニークな外観をしており、コンパクトなブルパップ式設計に加え、完全に左右対称な操作系を持ち、さらにオプションやアタッチメントを追加できるモジュラー構造となっている。これによって本銃はあらゆる作戦や状況に対応した。
MK.14 MOD 0（Mk.14 Mod 0 EBR）
スナイパー任務にも近接戦闘にも使用できる、強化型の戦闘ライフル。反動が強く、マガジン容量が少ないのが欠点である。
FAMAS F1（FA-MAS）
FAMAS F1はフランスで開発されたブルパップ方式のアサルトライフルである。フランス軍の主力ライフルであり。楽器のような形状から「クラリオン」と呼ばれている。

### マシンガン
PK-M（PKM）
7.62x54mmR弾を使用するPK-Mは強力な多用途のソ連製機関銃で、敵兵士への攻撃のほか、対空射撃にも使用されている。ロシアでは様々なバリエーションのPK-Mを製造しており、世界各国に輸出されている。
PK-P（PKP ペチェネグ）
PK-Mを近代化したもので、交換を前提としない空冷リブのついたバレルと増加した重量により、PK-PはPK-Mよりも命中率が高いと言われており、戦闘時の信頼性も向上している。
249-M（M249軽機関銃）
1991年の湾岸戦争以降、249-Mはアメリカ合衆国が関与するあらゆる紛争地域で活躍している。アメリカ国内で製造される本銃は、アメリカ軍の全般にわたって配備されており、機関銃として高い火力を誇りながらも、命中率や携帯性は一般の歩兵が持つアサルトライフルに匹敵する。
MG4（H&K MG4）
MG4は、空冷、ベルト給弾、ガス圧作動、回転ボルト方式の機関銃である。軽量ながら射手の安全に配慮、また過酷な状況下でも確実に動作する信頼性を誇り、さらにメーカーの異なる様々な弾薬が使用できるよう設計されている。
MK.46 MOD 0（Mk.46 Mod 1）
249-Mのバリエーションで、SOCOMの特殊任務に最適化されたものである。重量を軽減し、マガジンの挿入部を改良し、さらに携帯性を改善するため車載用のラグを廃止している。
MK.48 MOD 0（Mk.48 Mod 0）
MK.46 MOD 0を7.62mm NATO弾仕様にしたもので、アメリカ軍の特殊部隊のために設計されたものである。高い火力を持ちつつも反動は小さく、様々な野戦任務に対応できる。
RTK-74（RPK-74）
1974年にAK-74をもとに制作された機関銃で、現在もロシア陸軍で使用されている。単に銃身を伸ばし、二脚を取り付けだけでなく、レシーバーを強化して連射に耐えられるようになっている。

### ショットガン
R870（レミントンM870）
最も広く使用されている、アメリカ製のショットガンである。1950年代初めより、一般ユーザーの要求に応えて生産され続けている。
M590（モスバーグM590）
70年代半ばに開発されたM590は、M500ショットガンの軍用タイプである。レシーバーの延長をはじめ、各部パーツが交換されており、バレルには放熱口のついた遮熱シールドを装着、さらに銃剣装着用のラグやアルミ製トリガーガードが追加され、マガジン容量も増加している。
RMB-93（RMB-93）
90年代初頭に開発されたRMB-93コンバットショットガンは、ロシア国内の様々な治安維持機関で使用されている。排きょうシステムは射手の利き手を選ばず、バレルの上に配置されたマガジンは射撃時の銃口の跳ね上がりを抑える。
SPZ-15（フランキ・スパス15）
SPZ-15は、12ゲージ弾を使用するイタリア製のデュアルモード・ショットガンである。SPZ-12の設計をともに、SPZ-15はポンプアクションとセミオートマチックの2モードで使用でき、さらにボックスマガジンを採用することで戦闘時のリロードを高速化している。
S-12K（イズマッシュ・サイガ12K）
ガス圧作動、回転ボルト式のコンバットショットガンで、12ゲージ弾をボックスマガジンから給弾する。AKの基本メカニズムを受け継いだS-12Kは、警備、警察、自衛などの目的に合わせた様々なラインナップが用意されており、ロシアの治安維持部隊のほか民間でも警備用として広く使用されている。
M4-90（ベネリ M4 スーペル90）
信頼性の非常に高いタクティカル・ショットガン。リロード時は、内蔵のチューブマガジンに1発づつ装弾する。モジュラー構造であるため、作戦環境の変化に素早く対応できる。

### スナイパーライフル
M24SWS（M24 SWS）
M24スナイパーウエポンシステムはボルトアクション式で、ステンレス製バレルにケブラー・グラファイト製のストックを備え、警察および軍用に開発されたものである。M24は世界中で評価されている長射程精密スナイパーシステムで、高高度から海中までの過酷な作戦環境にも耐えるよう設計されている。
XM21 (M21狙撃銃)
M14小銃の射撃モードを単発射撃のみにし、倍率スコープを取り付けた狙撃銃モデル。
M1A SOCOM (SOCOM16)
M14小銃の民生用モデルであるM1Aの派製品のひとつで、銃身が短縮され、取り回しを良くしてある。本銃はSOCOMの名を関してはいるが、SOCOM隷下の部隊で採用されてはいない。
MSG90 (H&K MSG90)
かつて西ドイツ警察の要望で開発されたPSG-1狙撃銃の軍用モデル。自動装填式狙撃銃ながら高い命中精度を有しており、アメリカ国内の特殊部隊ではデルタフォースやFBIのHRTが採用していた。
SR-25（SR-25）
正確さだけでなく連射速度も求められる中距離戦闘での使用を想定した、セミオートマチックのスナイパーライフルである。
M16設計者の弟子が設計した銃でM16の原型のAR-10とは兄弟銃である。銃身を短くしたものも存在する。
MK.11 MOD 0 (Mk12 MOD 0 SPR)
M16A4及びM4A1アサルトライフルを改良した狙撃銃。精密射撃を実現するため、専用弾薬を使用する。
SAS-R (ドラグノフ狙撃銃)
SAS-U (SVU)
VSV-39 (VSS)
C-TAC (チェイタック M200)
XM500 (バレット XM500)
KSV127 (KSVK 12.7)
L96AW (AWM)
BT APR338 (B&T APR338)
M82A1A (バレットM82)
AS-50 (AS50)

### ロケットランチャー
AT-4（AT4）
15ポンド（6.8kg）を下回る軽量な肩撃ちロケットランチャーで、装甲車両を貫通できる84mm対戦車りゅう弾を発射する。
実際のAT-4は使い捨てなのだが、作中ではリロードして再利用することが可能である。
RPG-7（RPG-7）
RPG-7は、携帯型の肩撃ち対戦車ロケットである。単純で耐久性が高く、低価格で効果的であるため、世界中で最も多く使用されている対戦車兵器となった。現在でも40ヶ国以上で使用されており、様々なバリエーションで製造されている。
MM-1（MM-1）
回転式マガジンをもつ、セミオート方式の40ミリ多用途グレネードランチャーMM-1は、圧倒的な火力を誇るものの重量が難点となっている。
※これだけでなく、ほかにも様々な武器が登場する。

## 評価
Metacriticでの評価は 7.6。